# Рагимов, Джаваншир Иззет оглы
Джаваншир Иззет оглы Рагимов (азерб. Cavanşir İzzət oğlu Rəhimov; 5 июня 1973 — 6 августа 1992) — борт-стрелок вертолетов Ми-24, военнослужащий Вооружённых сил Республики Азербайджан. Национальный герой Азербайджана.

## Биография
Родился Джаваншир Рагимов 5 июня 1973 года в селе Кашгачай, Гахского района, Азербайджанской ССР. В возрасте одного года семья Рагимова переехала в бакинский посёлок Карачухур. Здесь Джаваншир поступил в первый класс средней школы № 104 Сураханского района. После завершения обучения в восьмом классе школы, продолжил учёбу в профессионально-техническом училище. За короткое время он освоил боевое искусство карате и выполнил норматив мастера спорта.
В 1992 году Джаваншир был призван на военную службу в Вооружённые силы Азербайджана. Служить ему пришлось в Военно-воздушных силах. Прошёл обучение по профессии борт-стрелок вертолетов Ми-24. 
Добровольно попросился в зону боевых действий в Нагорный Карабах. Был назначен борт-стрелком в состав экипажа вертолёта Ми-24, Закира Меджидова (командир) и пилота-оператора старшего лейтенанта Руслана Половинки.
6 августа 1992 года, получив информацию о том, что на возвышении Касапет азербайджанские войска попали в окружение, экипаж вертолёта Ми-24: Закир Меджидов, Руслан Половинка и Джаваншир Рагимов вылетел в зону боевых действий. Совершив три вылета, полностью уничтожили бронетехнику и живую силу противника. С поля боя были вывезены погибшие и раненые. Во время четвёртого вылета в вертолёт попала ракета противника и все члены экипажа вертолёта погибли. Только через месяц местный пастух обнаружил тело Джаваншира и сообщил об этом в ближайшую воинскую часть.
Был холост.

## Память
Указом Президента Азербайджанской Республики № 203 от 16 сентября 1994 года Джаванширу Иззет оглы Рагимову было присвоено звание Национального героя Азербайджана (посмертно). Самый молодой Национальный герой Азербайджана.
Рагимов похоронен в Аллее шахидов города Баку 9 сентября 1992 года в присутствии сотрудников Министерства обороны и родного отца.
Средняя школа № 146 Сураханского района носит имя Национального героя Азербайджана. Бюст Джаваншира Рагимова установлен в парке посёлка Карачухур.
О Национальном герое Джаваншире Рагимове снят документальный фильм «Джаваншир» режиссёра Кямала Мусазаде. В Доме культуры имени Самеда Вургуна в городе Гах состоялась его презентация.